# Jonna Sundling

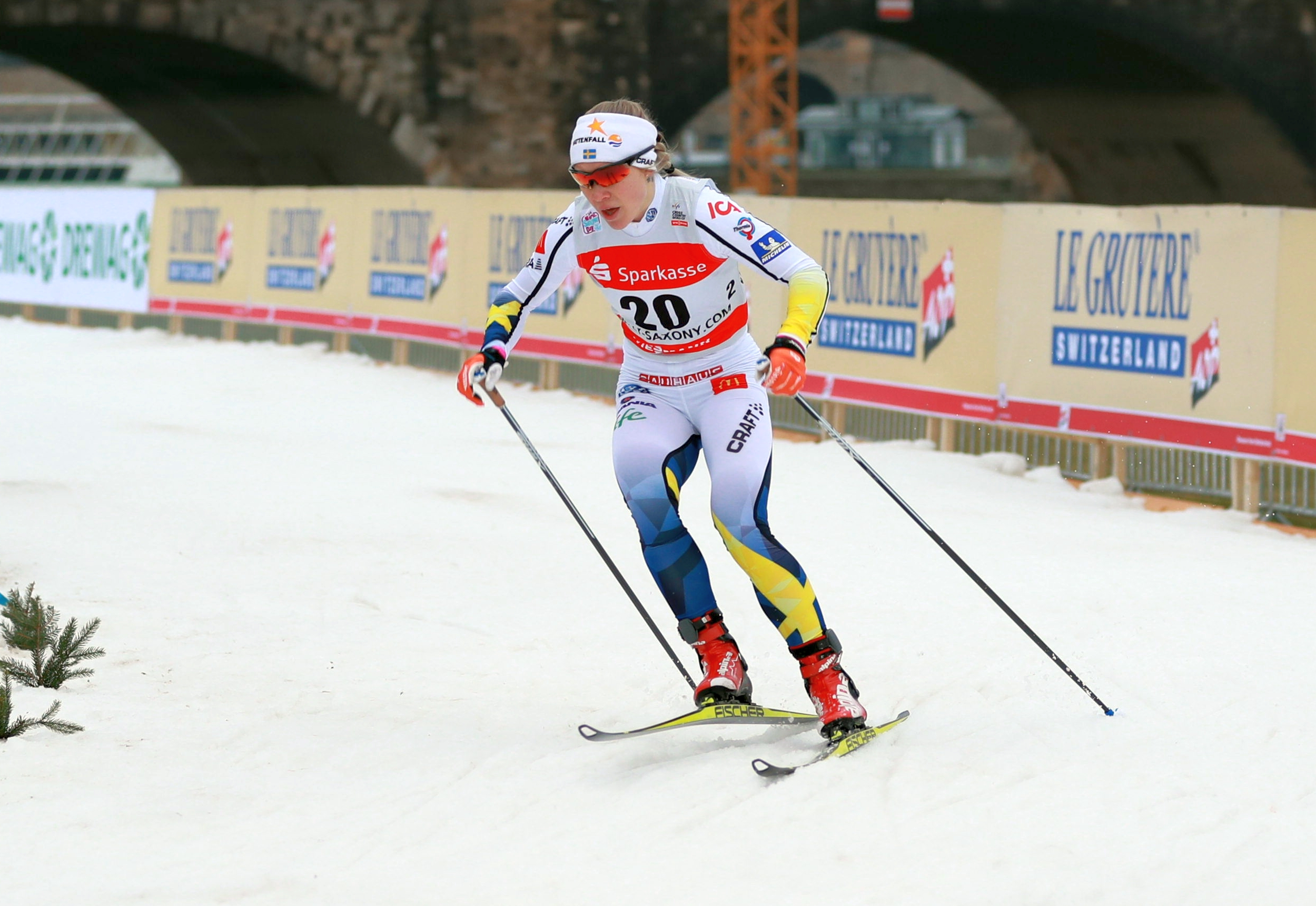
Jonna Sundling i Dresden 2019.

Jonna Patricia Marie Sundling, född 28 december 1994 i Umeå,  uppväxt i Tvärålund i Vindelns kommun, är en svensk längdskidåkare som tävlar för Piteå Elit..
Sundlings största meriter är fyra vunna guld i individuell sprint, från VM i Oberstdorf 2021, OS Peking 2022, VM i Planica 2023 och VM i Trondheim 2025. Vid VM 2021 vann hon även ett guld i sprintstafett tillsammans med Maja Dahlqvist. Vid OS 2022 blev det ett silver för samma duo i sprintstafetten men också en bronsmedalj för Sundling som åkte slutsträckan i damernas stafett 4x5 km. Vid VM 2023 vann hon återigen guld i sprintstafett, nu tillsammans med Emma Ribom. Vid VM i Trondheim 2025 inledde Sundling mästerskapet med att försvara sitt guld från 2023 genom att ta sitt tredje raka VM-guld och fjärde raka mästerskapsguld i sprint.

## Biografi

### Framgångar som junior
Som junior nådde Sundling stora framgångar. Vid ungdoms-OS i Innsbruck 2012 tog hon silver i sprint. Denna framgång följde hon upp vid juniorvärldsmästerskapen i Liberec 2013, då ingick hon tillsammans med Sofia Henriksson, Stina Nilsson och Julia Svan i det svenska stafettlag som vann guld. Året därpå, vid junior-VM i Val di Fiemme 2014, blev hon dubbel guldmedaljör efter att ha vunnit i den individuella sprinten och i stafett tillsammans med Henriksson, Anna Dyvik och Maja Dahlqvist.

### Världscupen
Sundling gjorde debut i världscupen den 15 februari 2015 i Östersund på 10 km i fristil där hon slutade på 50:e plats. I hennes andra världscuptävling, på sprinten i Lahtis en knapp månad senare, nådde hon semifinal och slutade på sjunde plats. Den 16 mars 2018 tog hon sin första pallplats när hon slutade tvåa bakom Hanna Falk på sprinten i Falun. Den 30 november 2018 vann hon säsongens inledande sprint i Lillehammer före Stina Nilsson och Sadie Bjornsen och tog därmed sin första världscupseger.
Säsongen 2019/2020 blev en stor framgång för Sundling som tog fem pallplatser i sprint varav två segrar och slutade på en andraplats i den totala sprintcupen, endast 23 poäng bakom segrande Linn Svahn.

### Seniora mästerskap
I januari 2016 vann Sundling sitt första SM-guld som senior efter att ha segrat i den individuella sprinten i Piteå. Året efter följde hon upp med ett nytt guld i samma disciplin när SM-tävlingarna genomfördes i Söderhamn.
På grund av sjukdom tvingades Sundling att avstå världsmästerskapen 2017 som hade blivit hennes första stora mästerskap som senior. Hon mästerskapsdebuterade i stället under VM i Seefeld 2019 i den individuella sprinten där Sundling gick till final. På grund av ett fall strax innan upploppet bröt hon staven och slutade på fjärde plats.
Vid världsmästerskapen i Oberstdorf 2021 nådde hon desto större framgångar. Den 25 februari blev hon världsmästare i den individuella sprinten, då hon vann före Maiken Caspersen Falla och Anamarija Lampič. Den 28 februari vann hon tillsammans med Maja Dahlqvist guld i sprintstafetten före det schweiziska och det slovenska laget. Efter dessa framgångar blev hon uttagen att köra startsträckan i stafetten, där laget slutade på en sjätte plats.

#### 2021–2022
Sundling föll i sprinten under Sverigepremiären i Gällivare den 19 november 2021 och drog på sig en ligamentsskada som resulterade i en gipsad hand. Hon fick därmed inledningen av säsongen förstörd och tävlade inte förrän i Dresden strax före jul då hon slutade tvåa bakom Maja Dahlqvist. Under OS i Peking 2022 vann Sundling sprinten i överlägsen stil före tvåan Maja Dahlqvist och trean Jessie Diggins. Hon tog några dagar senare ett brons i stafett tillsammans med Maja Dahlqvist, Ebba Andersson och Frida Karlsson. Även i sprintstafetten på samma olympiska spel blev det en medalj för Jonna Sundling som tillsammans med Maja Dahlqvist tog ett silver efter en jämn kamp på upploppet med segrande Tyskland.
Den första pallplatsen på distans i världscupen kom den 5 mars i Holmenkollen då hon blev trea på 30 km klassiskt. Sundling följde upp distansframgångarna när hon kom tvåa på 10 km fritt i Falun den 12 mars, VC-säsongens avslutande individuella tävling. Även i sprint gjorde hon goda resultat i världscupen efter OS: seger i Lahtis den 26 februari, tvåa i Drammen den 5 mars och vinst igen i Falun den 11 mars, ett race hon vann avstannande med över åtta sekunder ner till tvåan Anamarija Lampic.
Tillsammans med Calle Halfvarsson vann hon världscupens första mixade sprintstafett den 13 mars 2022 i Falun.

## Resultat

### Pallplatser i världscupen

#### Individuellt
Sundling har 39 individuella pallplatser i världscupen: tolv segrar, 14 andraplatser och tretton tredjeplatser.
| Säsong  | Datum            | Plats       | Disciplin          | Placering |
| ------- | ---------------- | ----------- | ------------------ | --------- |
| 2017/18 | 16 mars 2018     | Falun       | Sprint (F)         | 2:a       |
| 2018/19 | 30 november 2018 | Lillehammer | Sprint (F)         | 1:a       |
| 2018/19 | 12 januari 2019  | Dresden     | Sprint (F)         | 3:a       |
| 2018/19 | 22 mars 2019     | Québec      | Sprint (F)         | 3:a       |
| 2019/20 | 29 november 2019 | Ruka        | Sprint (K)         | 2:a       |
| 2019/20 | 21 december 2019 | Planica     | Sprint (F)         | 1:a       |
| 2019/20 | 8 februari 2020  | Falun       | Sprint (K)         | 3:a       |
| 2019/20 | 22 februari 2020 | Trondheim   | Sprint (K)         | 2:a       |
| 2019/20 | 4 mars 2020      | Drammen     | Sprint (F)         | 1:a       |
| 2020/21 | 27 november 2020 | Ruka        | Sprint (K)         | 3:a       |
| 2020/21 | 31 januari 2021  | Falun       | Sprint (K)         | 3:a       |
| 2021/22 | 18 december 2021 | Dresden     | Sprint (F)         | 2:a       |
| 2021/22 | 26 februari 2022 | Lahtis      | Sprint (F)         | 1:a       |
| 2021/22 | 3 mars 2022      | Drammen     | Sprint (K)         | 2:a       |
| 2021/22 | 5 mars 2022      | Oslo        | 30 km masstart (K) | 3:a       |
| 2021/22 | 11 mars 2022     | Falun       | Sprint (K)         | 1:a       |
| 2021/22 | 12 mars 2022     | Falun       | 10 km (F)          | 2:a       |
| 2022/23 | 21 januari 2023  | Livigno     | Sprint (F)         | 1:a       |
| 2022/23 | 3 februari 2023  | Toblach     | Sprint (F)         | 1:a       |
| 2022/23 | 14 mars 2023     | Drammen     | Sprint (K)         | 2:a       |
| 2022/23 | 18 mars 2023     | Falun       | Sprint (F)         | 2:a       |
| 2022/23 | 21 mars 2023     | Tallinn     | Sprint (F)         | 2:a       |
| 2022/23 | 25 mars 2023     | Lahtis      | Sprint (K)         | 2:a       |
| 2022/23 | 26 mars 2023     | Lahtis      | 20 km masstart (K) | 2:a       |
| 2023/24 | 24 november 2023 | Ruka        | Sprint (K)         | 2:a       |
| 2023/24 | 30 december 2023 | Toblach     | Sprint (F)         | 2:a       |
| 2023/24 | 19 januari 2024  | Oberhof     | Sprint (K)         | 3:a       |
| 2023/24 | 27 januari 2024  | Goms        | Sprint (F)         | 3:a       |
| 2023/24 | 13 februari 2024 | Canmore     | Sprint (K)         | 3:a       |
| 2023/24 | 17 februari 2024 | Minneapolis | Sprint (F)         | 1:a       |
| 2023/24 | 18 februari 2024 | Minneapolis | 10 km (F)          | 1:a       |
| 2023/24 | 15 mars 2024     | Falun       | Sprint (K)         | 3:a       |
| 2023/24 | 16 mars 2024     | Falun       | 10 km (K)          | 3:a       |
| 2024/25 | 1 december 2024  | Ruka        | 20 km masstart (F) | 2:a       |
| 2024/25 | 7 december 2024  | Lillehammer | Sprint (F)         | 1:a       |
| 2024/25 | 14 december 2024 | Davos       | Sprint (F)         | 1:a       |
| 2024/25 | 18 januari 2025  | Les Rousses | Sprint (K)         | 3:a       |
| 2024/25 | 25 januari 2025  | Engadin     | Sprint (F)         | 1:a       |
| 2024/25 | 26 januari 2025  | Engadin     | 20 km masstart (F) | 3:a       |

#### Lag
I lag har Sundling tolv pallplatser i världscupen: sju segrar och fem andraplatser.
| Säsong  | Datum            | Plats      | Disciplin              | Placering | Lagkamrat(er)                |
| ------- | ---------------- | ---------- | ---------------------- | --------- | ---------------------------- |
| 2018/19 | 13 januari 2019  | Dresden    | Sprintstafett (F)      | 2:a       | Ida Ingemarsdotter           |
| 2018/19 | 27 januari 2019  | Ulricehamn | 4 x 5 km stafett       | 2:a       | Settlin / Andersson / Kalla  |
| 2019/20 | 22 december 2019 | Planica    | Sprintstafett (F)      | 2:a       | Stina Nilsson                |
| 2021/22 | 18 december 2021 | Dresden    | Sprintstafett (F)      | 1:a       | Maja Dahlqvist               |
| 2021/22 | 13 mars 2022     | Falun      | Mixedsprintstafett (F) | 1:a       | Calle Halfvarsson            |
| 2022/23 | 22 januari 2023  | Livigno    | Sprintstafett (F)      | 2:a       | Emma Ribom                   |
| 2022/23 | 5 februari 2023  | Toblach    | 4 x 7,5 km stafett     | 2:a       | Ribom / Andersson / Ilar     |
| 2022/23 | 19 mars 2023     | Falun      | 4 x 5 km mixedstafett  | 1:a       | Halfvarsson / Ilar / Anger   |
| 2022/23 | 24 mars 2023     | Lahtis     | Sprintstafett (F)      | 1:a       | Emma Ribom                   |
| 2023/24 | 21 januari 2024  | Oberhof    | 4 x 7,5 km stafett     | 1:a       | Svahn / Karlsson / Andersson |
| 2023/24 | 1 mars 2024      | Lahtis     | Sprintstafett (K)      | 1:a       | Linn Svahn                   |
| 2024/25 | 13 december 2024 | Davos      | Sprintstafett (F)      | 1:a       | Emma Ribom                   |

### Olympiska spel
Sundling har deltagit i ett olympiskt vinterspel och har vunnit tre medaljer: ett guld, ett silver och ett brons.
| Tävling     | 10 km | Skiathlon | 30 km | Sprint | Stafett | Lagsprint |
| ----------- | ----- | --------- | ----- | ------ | ------- | --------- |
| Peking 2022 | —     | —         | 4:e   | Guld   | Brons   | Silver    |

### Världsmästerskap
| Tävling         | 10 km | Skiathlon | 30 km | Sprint | Stafett | Lagsprint |
| --------------- | ----- | --------- | ----- | ------ | ------- | --------- |
| Seefeld 2019    | —     | —         | —     | 4:e    | —       | —         |
| Oberstdorf 2021 | —     | —         | —     | Guld   | 6:e     | Guld      |
| Planica 2023    | 21:a  | —         | —     | Guld   | —       | Guld      |

| Tävling        | 10 km | Skiathlon | 50 km | Sprint | Stafett | Lagsprint |
| -------------- | ----- | --------- | ----- | ------ | ------- | --------- |
| Trondheim 2025 | —     | Brons     | 5:e   | Guld   | Guld    | Guld      |